# FG Steyr
Die FG Steyr (kurz für Fußballgemeinschaft Steyr) war eine kriegsbedingte Spielgemeinschaft der Fußballvereine SK Amateure und SK Vorwärts aus der oberösterreichischen Bezirksstadt Steyr in Österreich und bestand von April 1944 bis Ende des Jahres 1944.

## Geschichte
SK Amateure Steyr spielte in der Saison 1943/44 in der Gauliga Donau-Alpenland, der zu jener Zeit höchsten Spielklasse im ostmärkischen Fußballgeschehen. Mit der Ausrufung des totalen Kriegs und der Einberufung aller halbwegs wehrfähigen Männer zum Kriegs- bzw. Reichsarbeitsdienst hatten auch die Vereine der obersten Spielklassen mit Besetzungsproblemen zu kämpfen. Dem SK Amateure standen nicht mehr genug Fußballer zur Verfügung, um eine Mannschaft auf die Beine zu stellen, und so musste sich der Verein am 20. April 1944 aus der Gauliga zurückziehen.
Im April 1944 kam es schließlich zur Fusion mit dem in der Liga Salzburg-Oberdonau spielenden Stadtrivalen SK Vorwärts Steyr, um zumindest den Spielbetrieb in dieser Klasse aufrechterhalten zu können. Der noch als SK Vorwärts in die Saison gestartete, nunmehrige Fusionsverein spielte die Meisterschaftsrunde 1943/44 ohne Niederlage zu Ende und konnte mit vier Punkten Vorsprung auf die Reichsbahn SG Linz die Meisterschaft für sich entscheiden. Dieser Titelgewinn zählt noch heute als oberösterreichischer Landesmeistertitel. Ein Aufstieg in die Gauliga war auf Grund des Beschlusses, diese in der Saison 1944/45 ausschließlich mit Vereinen aus der Stadt Wien zu bestreiten, jedoch nicht möglich.
Die Meisterschaft der Saison 1944/45 in der wieder auf Vereine aus Oberdonau beschränkten Landesklasse wurde aufgrund des Kriegsverlaufs im Herbst 1944 abgebrochen. Zu diesem Zeitpunkt hatte die "FG Steyr" sieben Spiele ausgetragen und lag an vierter Stelle der Tabelle. Nach dem Meisterschaftsabbruch kam es zur Auflösung des Vereins.
Bereits im Spieljahr 1945/46 traten sowohl der SK Amateure als auch der SK Vorwärts wieder als eigenständige Vereine in der nunmehr wieder oberösterreichischen Landesklasse an.

## Erfolge
1 x Oberösterreichischer Landesmeister: 1944